# Nesobasis angulicollis
Nesobasis angulicollis är en trollsländeart som beskrevs av Tillyard 1924. Nesobasis angulicollis ingår i släktet Nesobasis och familjen dammflicksländor. Inga underarter finns listade i Catalogue of Life.